# Роллан, Софи
Софи Роллан (фр. Sophie Rolland; род. 18 июля 1961 года, Монреаль) — канадская виолончелистка. Дочь гобоиста Пьера Роллана (род. 1931), сестра скрипачки Брижит Роллан (род. 1964).
Начала учиться музыке в пять лет. Её первым инструментом было фортепиано, но уже к десяти годам Софи перешла на виолончель. Окончила Монреальскую консерваторию у Вальтера Иоахима (1981), затем совершенствовала своё мастерство в Университете Цинциннати у Ли Файзера, в Нью-Йорке у Натаниэля Розена и в Лондоне у Уильяма Плита. В 1982 году дебютировала в рецитале в Монреале, и в этом же году стала солисткой Монреальского симфонического оркестра. В 1983 году получила от правительства Квебека престижный академический грант Prix d’Europe, а в 1985 году была удостоена Премии Вирджинии Паркер как лучшая молодая исполнительница Канады. Европейский дебют состоялся в 1985 году, на рецитале в Уигмор-холле (Лондон). С 1987 г. живёт преимущественно в Лондоне. Принимала участие в фестивалях камерной музыки в Кумо (Финляндия), Дубровнике (Хорватия), выступала в КНР, США и многих европейских странах.
С 1989 г. выступала в дуэте с пианистом Марком Андре Амленом, исполнив, в частности, все произведения Людвига ван Бетховена для виолончели и фортепиано на концертах в Монреале, Лондоне и Нью-Йорке. С ним же записала, в частности, сонаты Рихарда Штрауса и Людвига Тюйе. Среди других записей Роллан — концерты Эдуара Лало и Камиля Сен-Санса с Симфоническим оркестром BBC. В 1991 году Роллан заключила эксклюзивный контракт с британской звукозаписывающей компанией ASV Records.